# جون لوري
جون لوري (بالإنجليزية: John Lurie)‏ هو رسام وعازف ساكسفون ومؤلف موسيقى تصويرية ومخرج ومنتج وعازف الجاز وملحن وممثل أمريكي، ولد في 14 ديسمبر 1952 بمنيابولس في الولايات المتحدة.

## أعمال

### أفلام
- (1980) عطلة دائمة
- (1984) أغرب من الجنة
- (1984) باريس، تكساس
- (1986) يسقط بالقانون[7]
- (1988) الإغراء الأخير للسيد المسيح
- (1990) وايلد ات هارت

## وصلات خارجية
- جون لوري على موقع IMDb (الإنجليزية)
- جون لوري على موقع روتن توميتوز (الإنجليزية)
- جون لوري على موقع مونزينجر (الألمانية)
- جون لوري على موقع قاعدة بيانات الأفلام العربية
- جون لوري على موقع ألو سيني (الفرنسية)
- جون لوري على موقع ميوزك برينز (الإنجليزية)
- جون لوري على موقع أول موفي (الإنجليزية)
- جون لوري على موقع قاعدة بيانات الأفلام السويدية (السويدية)
- جون لوري على موقع إن إن دي بي (الإنجليزية)
- جون لوري على موقع ديسكوغز (الإنجليزية)